# Orava (ancienne commune)
Pour les articles homonymes, voir Orava.

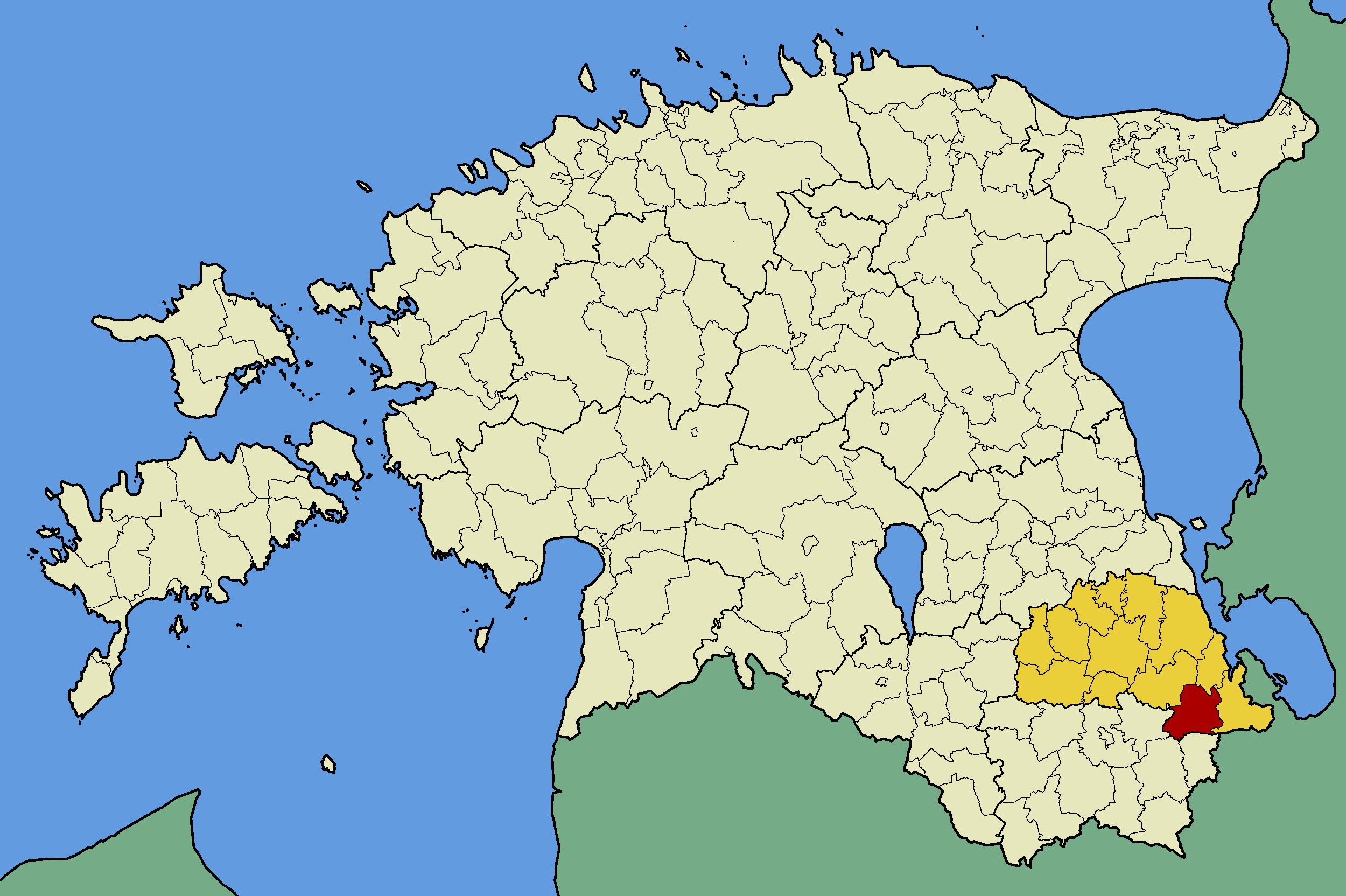
Localisation de l'ancienne commune d'Orava (en rouge) dans le comté de Põlva (en jaune).

Orava (en estonien : Orava vald) est une ancienne commune située dans le comté de Põlva en Estonie. En 2012, la population s'élevait à 5 042 habitants.

## Géographie
Elle s'étendait sur 175,6 km2 au nord-est du comté, près de la frontière avec la Russie.
Elle comprenait les villages de Hanikase, Jantra, Kahkva, Kakusuu, Kamnitsa, Kliima, Korgõmõisa, Kõivsaare, Kõliküla, Kõvera, Lepassaare, Liinamäe, Luuska, Madi, Marga, Orava, Oro, Piusa, Praakmani, Päka, Pääväkese, Rebasmäe, Riihora, Rõssa, Soe, Soena, Suuremetsa, Tamme, Tuderna et Vivva.

## Histoire
Sous l'Empire russe, elle faisait partie du gouvernement de Livonie .
À la suite de la réorganisation administrative d'octobre 2017, elle a fusionné avec Lasva, Sõmerpalu, Vastseliina et Võru pour former la nouvelle commune de Võru, située dans le comté de Võru.